# Mark Donohue
Mark Donohue, (născut 18 martie 1937) a fost un pilot de Formula 1.
1. ↑  Mark Donohue, Find a Grave, accesat în 9 octombrie 2017
2. ↑  Mark Donohue, SNAC, accesat în 9 octombrie 2017